# Safari humano
Safari humano é um termo usado para descrever uma campanha terrorista deliberada russa em Kherson, Ucrânia, que envolve o uso de drones para atingir propositadamente civis ucranianos.

## Contexto e início da perseguição generalizada de civis por drones russos
A cidade ucraniana de Kherson já havia sido ocupada pela Rússia em 2022 durante a invasão russa da Ucrânia, mas depois foi libertada pelas forças ucranianas. Após a libertação, forças russas posicionadas do outro lado do rio, a menos de um quilómetro da costa da cidade, cercaram os moradores com ataques de franco-atiradores, mísseis e artilharia. Apesar disso, de acordo com a jornalista freelancer Zarina Zabrisky, algumas partes da cidade permaneceram ″um tanto seguras″, uma vez que os residentes conseguiram esconder-se dos ataques russos, mudando-se para trás dos seus edifícios ou para apartamentos virados a norte.
No final de maio de 2024, os russos começaram a enviar pequenos drones para atacar a cidade, com Zabrisky dizendo que não conseguia reconhecer a cidade em julho devido ao número de ataques que ″mudaram completamente a dinâmica da vida″, acrescentando que não era seguro sair. Segundo o Kyiv Post, metade das vítimas de Kherson em Julho e Agosto foram causadas por drones, com até 100 ataques por dia.

### Safari humano
Após a perseguição deliberada e contínua de civis ucranianos, os habitantes de Kherson começaram a referir-se à campanha terrorista como um ″safari humano″.

## Exemplos e vítimas

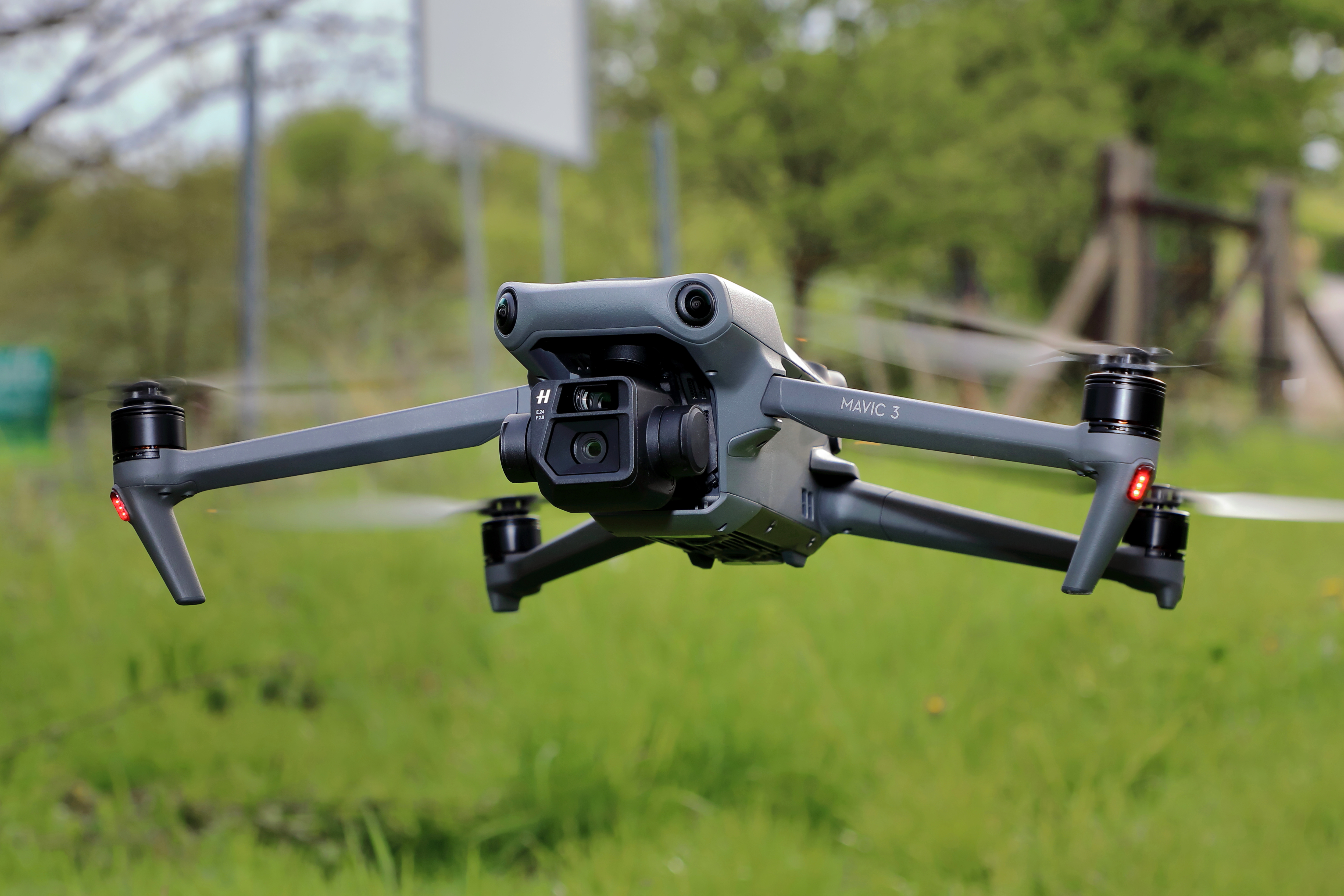
Um DJI Mavic, um dos tipos de drones usados para atingir civis.

Um representante da administração militar de Kherson disse que quase metade das 547 vítimas relatadas de 1 de julho a 9 de setembro de 2024 foram causadas por drones. O programa de notícias TSN da Ucrânia relatou um recorde de 330 ataques com drones e 224 lançamentos de explosivos em 9 de setembro.
Os alvos civis incluem pessoas esperando em paragens de autocarro, passageiros, crianças brincando em parques, escolas, autocarros públicos, carros civis e ambulâncias. Também foram relatados drones russos usando uma mistura semelhante ao napalm para incendiar bairros inteiros. Voluntários e especialistas locais relataram ataques de ″duplo toque″ que atingiram socorristas e sapadores, e impediram os bombeiros de responder.
No que foi descrito como um "caso típico" pela Forbes, uma mãe de dois filhos estava a voltar para casa de bicicleta quando foi vista por um drone russo. Ao começar a pedalar o mais rápido que podia, ela percebeu que o drone começou a segui-la. Por fim, ele lançou uma granada que atingiu o corpo da mulher antes de explodir aos seus pés, ferindo-a com estilhaços e deixando-a incapaz de andar. Imagens do ataque foram publicadas num Telegram russo com um emoji de rosto piscando e um comentário descrevendo-a incorretamente como uma ″soldada″.

## Partilha de filmagens nas redes sociais
As imagens capturadas durante os ataques a civis ucranianos são compartilhadas e celebradas em canais de mídia social russos. Zabrisky disse que muitos dos drones são comprados por meio de campanhas de arrecadação de fundos organizadas por civis russos, e os soldados russos então compartilham as suas imagens dos drones mostrando as mortes de ucranianos online para que os apoiantes das campanhas de arrecadação de fundos possam ver o seu ″retorno sobre o investimento″. Por vezes, música pop é adicionada à filmagem.